# EV Füssen

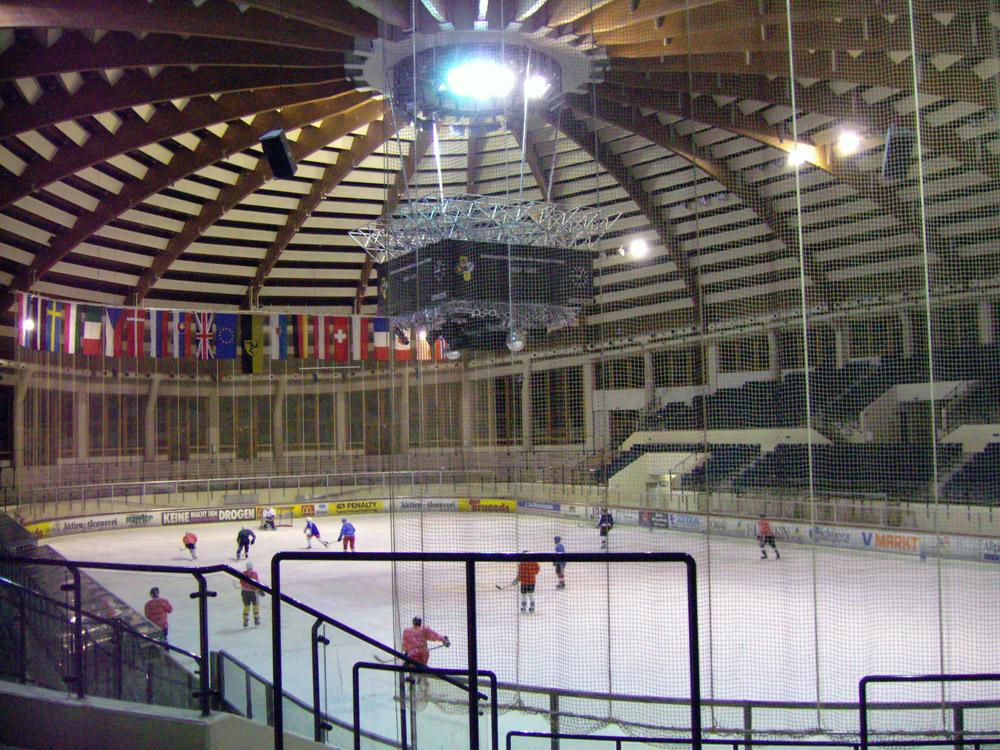
Das Bundesleistungszentrum Eishockey

EV Füssen ist der Name dreier aufeinander folgender Eishockeyvereine aus Füssen im Allgäu. Der Verein wurde 1922 als Eissportverein Füssen (anfangs ESV Füssen abgekürzt). gegründet. Er war von den späten 1940er bis in die 1970er Jahre einer der dominierenden Eishockeyvereine Deutschlands. Mit 16 Deutschen Meisterschaften ist der EV Füssen nach dem Berliner Schlittschuhclub, der auf 19 Titel kommt, der erfolgreichste deutsche Eishockeyverein. Nach dem Konkurs des Eissportvereins wurde 1983 der Eislaufverein Füssen gegründet. Dieser spielte meist in der zweit- oder dritthöchsten Liga. Nach der Insolvenz des Eislaufvereins wurde 2015 ein neuer Verein unter dem Namen Eissportverein Füssen gegründet. Dieser spielt aktuell in der drittklassigen Oberliga.

## Geschichte

### ESV Füssen (1922 bis 1983)
Gegründet wurde der Verein als Eissportverein Füssen (früher ESV, dann EV abgekürzt) am 11. Dezember 1922, seit 1924 besitzt er eine Eishockeymannschaft.

#### 1922 bis 1948

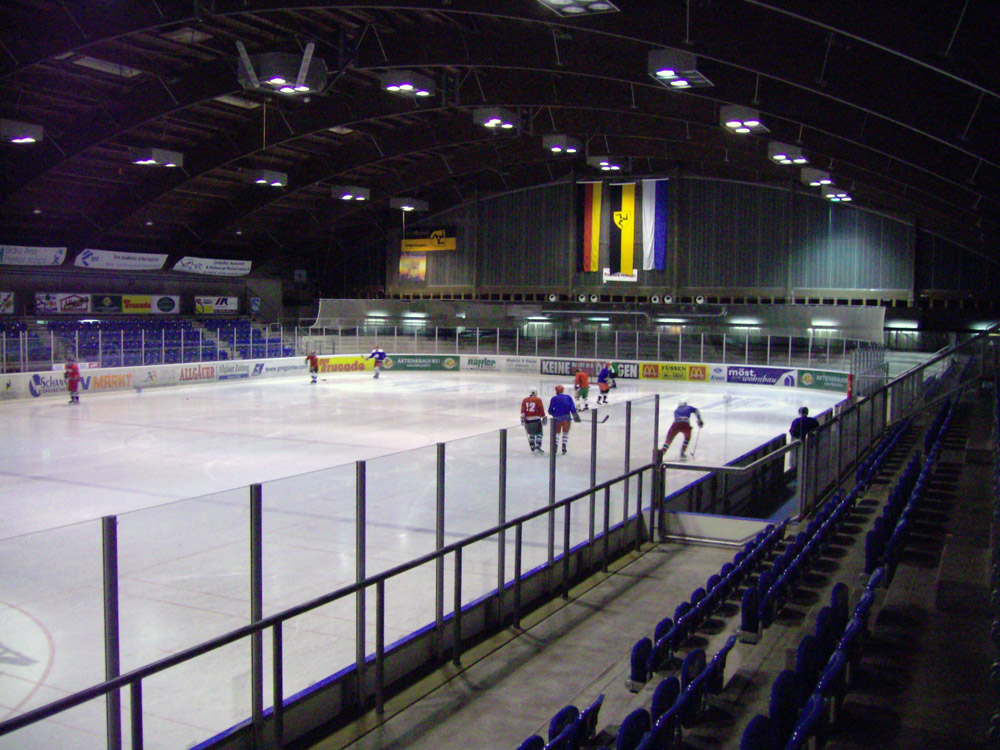
Die Halle 1 in Füssen

Im Hotel Sonne in Füssen wurde am 11. Dezember 1922 der EV Füssen gegründet.
Initiator der Gründung und auch erster Vorsitzender war Hans Rüther.
In den Jahren 1927 bis 1930, 1933 bis 1936, 1938 bis 1944 und 1948 konnte der Verein sich für die Endrunde um die deutsche Meisterschaft qualifizieren. Im Jahre 1929 wurde der EVF erstmals Bayerischer Eishockeymeister. 1935 errang der Verein erstmals die deutsche Vizemeisterschaft. Die Eiskunstläufer des EVF waren ebenfalls sehr erfolgreich.
Der Zweite Weltkrieg brachte dann jedoch den Eissport 1944/45 zum Erliegen. Von den zwölf Spielern der ersten Mannschaft waren zehn gefallen oder in Kriegsgefangenschaft.

#### 1949 bis 1983
Der EVF war 1948 Gründungsmitglied der Eishockey-Oberliga (höchste Spielklasse) und 1958 der Eishockey-Bundesliga, in der er bis zum Konkurs 1983 spielte. Bis Mitte der 1970er Jahre dominierte der EV Füssen wie kein anderer Verein das bundesdeutsche Eishockey. Die deutsche Meisterschaft konnte insgesamt 16 Mal errungen werden. Dazu kamen noch fünf Vizemeisterschaften (1951, 1960, 1962, 1966 und 1972). Wahrscheinlich unerreicht bleiben die sieben Titel in Folge (1953 bis 1959). Der EV Füssen stellte zudem die meisten Nationalspieler für Deutschland zu Länderspielen ab. 1952 und 1964 gewann der EV Füssen den renommierten Spengler Cup in Davos. In den Jahren 1954, 1959, 1961 und 1962 konnte beim Spengler-Cup der zweite Platz gesichert werden.
Gespielt wurde von Ende der 1940er Jahre bis Ende der 1980er Jahre im Kobelstadion, dessen Kapazität zuerst etwa 16.000 Zuschauer betrug. Später, als das Stadion Anfang der 1960er Jahre überdacht wurde, fasste das Kobelstadion 7000 Zuschauer. Das Kobelstadion war damals das erste vereinseigene Eisstadion in Deutschland und kurz nach dem Kriegsende eine Sensation. Allerdings brachte der Stadionbau den Verein in ernste finanzielle Schwierigkeiten und nur mit großen Anstrengungen konnte der EVF wieder in ruhigere Fahrwasser gelangen. 1973 wurde das Bundesleistungszentrum für Eishockey (BLZ) eröffnet, welches den Dank des DEB für den EVF ausdrücken sollte, da der Verein so viel für das Renommee des bundesdeutschen Eishockey getan hat.
Berühmte Spieler, die das schwarz-gelbe Trikot trugen, waren Markus Egen, Paul Ambros, Ernst Trautwein, Leonhard Waitl, Ernst Eggerbauer, Toni Kehle, Rudolf Thanner, Siegfried Schubert, Hansjörg Nagel, Georg Holzmann, Uli Hiemer, Gustav Hanig, Josef Völk, Xaver Unsinn, Bernd Kuhn, Udo Kießling, Uli Egen, Lynn Powis.
Der EV Füssen ist mit 16 deutschen Meisterschaften und 2 Spengler-Cup-Siegen der mit Abstand erfolgreichste Eishockeyverein der deutschen Nachkriegsgeschichte. Einzigartig waren auch die von 1953 bis 1959 in Folge gewonnenen sieben deutschen Meisterschaften. Auch diesen Rekord konnte der EVF bis heute aufrechterhalten. Eine Besonderheit ist, dass der EVF für die 16 gewonnenen Titel nur 74 Spieler und 5 Trainer benötigte. Die Meistertrainer waren Bruno Leinweber, Frank Trottier, Markus Egen, Vladimír Bouzek und Siegfried Schubert. Der Verein war auch der letzte deutsche Eishockeymeister, der ohne ausländische Spieler die deutsche Meisterschaft erringen konnte (1973).
Mitte der 1970er Jahre ging die große Zeit des EV Füssen zu Ende. Eishockey in der Kleinstadt am Lech konnte nicht mehr mit den Vereinen aus den großen Metropolen wie Köln, Berlin oder Düsseldorf mithalten. Immer mehr Spieler zog es aus dem Allgäu weg zu den Konkurrenten. Schließlich war der Aderlass zu groß und der Verein fand sich zu Beginn der 1980er Jahre im Tabellenkeller wieder. Im Sommer 1982 sollte mit großem finanziellem Aufwand die Wende zum Guten erfolgen, der sportliche Erfolg blieb allerdings aus und am Ende der Spielzeit 1982/83 war der Verein finanziell am Ende. Der Verein Eislaufverein (EV) Füssen wurde im Sommer 1983 als Nachfolger gegründet.

### Eislaufverein Füssen (1983 bis 2015)

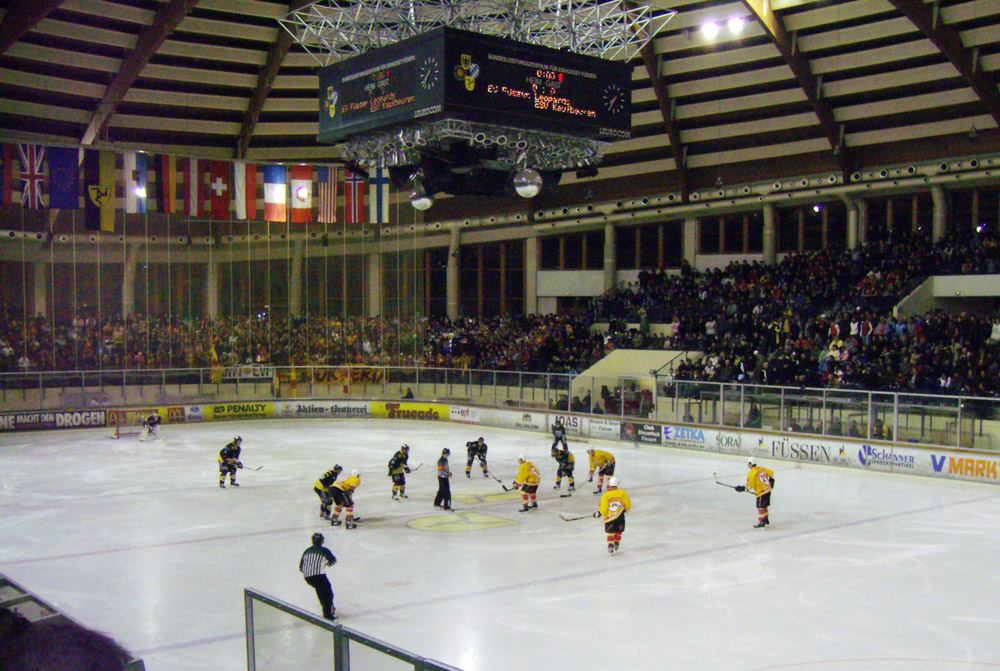
Spielsituation im Derby gegen den ESV Kaufbeuren in der Saison 2007/08

Der neue EVF spielte von 1983/84 bis 1991/92 und von 1994/95 bis 1995/96 in der 2. Eishockey-Bundesliga bzw. der 1. Liga Süd, von 1992/93 bis 1993/94 und von 1996/97 bis 1997/98 in der Eishockey-Oberliga bzw. der 2. Liga Süd (= dritthöchste Spielklasse) und von 1998/99 bis 1999/2000 in der Regionalliga (vierthöchste Spielklasse).
Bis Ende der 1980er Jahre stellte der EVF ein gutes Zweitliga-Team, danach musste man auch hier den oft finanzstärkeren Vereinen aus größeren Städten den Vorzug lassen. 1991/92 qualifizierte sich der EVF erfolgreich für den weiteren Verbleib in der Zweitklassigkeit, doch im Sommer 1992 wurde eine erdrückende Schuldenlast offengelegt. Nur mit Mühe konnte ein erneuter Konkurs abgewendet werden. Der Verein verließ deshalb freiwillig die 2. Bundesliga und startete 1992/93 in der Oberliga Süd (dritthöchste Spielklasse).
In der Folgezeit gab es eine Art Achterbahnfahrt für den EV Füssen. Zweitklassigkeit, Drittklassigkeit und auch Viertklassigkeit durchlebten Spieler, Verantwortliche und Fans. 1999/2000 stellte der EVF ein starkes Team in der Regionalliga und der Wiederaufstieg in die Oberliga gelang.
Von der Saison 2000/01 bis zur Spielzeit 2014/15 spielte die Mannschaft wieder durchgehend in der Oberliga.
Neben der Seniorenmannschaft hat der Verein noch erfolgreiche Nachwuchsmannschaften im Spielbetrieb, welche schon viele deutsche und bayerische Meistertitel gewinnen konnten (zuletzt 2009/10 mit den Titeln als deutsche Meister im Junioren- und Jugendbereich).
Auch wenn der EVF nicht mehr in der höchsten Spielklasse anzutreffen ist, so ist der Altmeister immer noch eine ausgezeichnete Nachwuchsschmiede. Bekannte Spieler, die seit den 1980er Jahren in Füssen das Eishockeyhandwerk gelernt haben, sind z. B. Jörg Mayr, Michael Wolf, Felix Petermann, Thomas Greiss, Sinisa Martinovic, Alexander Jung, Marcus Bleicher, Willi Hofer, Thomas Fröhlich, Richard Schnetz. Ausländische Spieler waren große Stützen der Mannschaft und immer wieder auch Publikumslieblinge, wie etwa Roger Kortko, Jali und Sami Wahlsten, Karel Svoboda, Nikolai Narimanov, Dwayne Robinson, Nikolai Varianov, Alexander Holz, Eric Nadeau oder Garrett Festerling.

#### Frühjahr/Sommer 2015: Insolvenz nicht mehr abwendbar
Nachdem im Frühjahr 2015 eine Gruppe von Personen Interesse an der Nachfolge für die amtierende Vorstandschaft zeigte, aus der der geschäftsführende Vorstand Jürg Tiedge sich schon länger zurückziehen wollte, ergab eine durch die Interessengruppe in Zusammenarbeit mit dem Vorstand erfolgte Überprüfung der finanziellen Lage des Vereins eine hohe Verschuldung. Auf der außerordentlichen Mitgliederversammlung am 26. Juni 2015 wurde eine Summe von 500.000 EUR bekannt, die auch eine Belastung für die Lizenz für die kommende Oberligasaison darstellte. Von Seiten der Mitglieder wurde der amtierende Vorstand beauftragt – unter Vermeidung einer Insolvenz – eine Ausgliederung der ersten Mannschaft in eine GmbH durchzuführen und einen Finanzierungsplan zum Abbau der Schulden zu erstellen.
Nachdem sich zuerst die Interessengruppe zurückzog und anschließend die Möglichkeit eines Einstieg der Gesellschafter der ESVK Spielbetriebs GmbH sich nicht ergab, folgte am 27. Juli 2015 durch Uwe Harnos, Anwalt des geschäftsführenden Vorstands, die Einreichung des Antrags auf Eröffnung des Insolvenzverfahren beim Amtsgericht Kempten.
Auf der ordentlichen Hauptversammlung des EVF Ende Juli 2015 wurde bekannt, dass ein zu gründender Nachfolgeverein – bei Erfüllung der rechtlichen Voraussetzungen für die Aufnahme in die Verbände – nur die Möglichkeit zur Fortführung des Nachwuchsspielbetriebs – bei Übertritt von einer ausreichenden Anzahl von Spieler aus dem EVF – hätte.

### Eissportverein Füssen (ab 2015)
Anfang August 2015 wurde ein neuer Verein, der Eissportverein Füssen gegründet. Die Nachwuchsmannschaften des Vorgängervereins durften allesamt in ihren bisherigen Spielklassen verbleiben. Die Seniorenmannschaft wurde von Seiten des BEV nachträglich für die Teilnahme an der sechstklassigen Bezirksliga zugelassen. Als Trainer der Mannschaft wurde Thomas Zellhuber gewonnen. Nach Abschluss der Hauptrunde der Saison 2015/16 belegte der EV Füssen ungeschlagen den ersten Platz in der Gruppe 4. Beim Spiel gegen die Young Pirates Buchloe kamen 3021 Zuschauer in die heimische BLZ-Arena, was einen neuen Zuschauerrekord für eine sechstklassige Eishockeyliga in Deutschland bedeutete. Im Halbfinale schlug der EVF den TSV Farchant (Sieger der Gruppe 3) in zwei Spielen und sicherte sich damit den Aufstieg in die Landesliga Bayern. Im Meisterschaftsfinale schlug der EV Füssen schließlich noch die Black Bears Freising und sicherte sich die Bezirksligameisterschaft.
Im Folgejahr gelang die Meisterschaft der Landesliga, als der EV Füssen im Finale den EC Bad Kissinger Wölfe in zwei Spielen besiegte. Dies bedeutete den direkten Aufstieg in die Bayernliga. Nach einem fünften Platz im ersten Jahr in der Bayernliga, schloss man die Saison 2018/19 als Erstplatzierter ab. In der anschließenden Verzahnungsrunde mit der Oberliga belegte man den zweiten Platz, der einen Aufstieg in die Eishockey-Oberliga erlaubt. Der Verein hat den Aufstieg wahrgenommen. Zudem sicherte sich der EVF den Titel des Bayerischen Meisters in einer Finalserie gegen den TEV Miesbach.

### Platzierungen
| Saisondaten ab 1926 | Saisondaten ab 1926 | Saisondaten ab 1926 | Saisondaten ab 1926 | Saisondaten ab 1926     | Saisondaten ab 1926 | Saisondaten ab 1926 | Saisondaten ab 1926                        | Saisondaten ab 1926 |
| Saison              | Liga                | Klasse              | Gruppe              | Platzierung             | PO                  | PD                  | Endplatzierung                             | Zuschauerschnitt    |
| ------------------- | ------------------- | ------------------- | ------------------- | ----------------------- | ------------------- | ------------------- | ------------------------------------------ | ------------------- |
| 2024/25             | Oberliga            | I I I               | Süd                 | 9. Patz                 | X                   |                     | Pre-Playoff                                | 1161                |
| 2023/24             | Oberliga            | I I I               | Süd                 | 11. Patz                | X                   |                     | Pre-Playoff                                | 1122                |
| 2022/23             | Oberliga            | I I I               | Süd                 | 8. Patz                 | X                   |                     | Achtelfinale                               | 830                 |
| 2021/22             | Oberliga            | I I I               | Süd                 | 10. Patz                | X                   |                     | Pre–Playoffs                               | 347                 |
| 2020/21             | Oberliga            | I I I               | Süd                 | 11. Patz                |                     | –                   | –                                          | –                   |
| 2019/20             | Oberliga            | I I I               | Süd                 | 7. Platz                | X                   |                     | –                                          | 1214                |
| 2018/19             | Regionalliga        | I V                 | BYL                 | 1. Platz                | OL                  |                     | 2. Gr. A Aufstieg, Bayerischer Meister     | 1.002               |
| 2017/18             | Regionalliga        | I V                 | BYL                 | 5. Platz                | X                   |                     | 5. Platz Verzahnungsrunde A                | 927                 |
| 2016/17             | Landesliga          | V                   | Gruppe 3            | Meister                 | X                   |                     | BLL-Meister Aufstieg                       | 1.100               |
| 2015/16             | Bezirksliga         | V I                 | West                | Meister                 | X                   |                     | BBzL-Meister Aufstieg                      | 1.140               |
| 2014/15             | Oberliga            | I I I               | Süd                 | 11. Platz               |                     | X                   | Playdowns Rückzug BBzL                     | 763                 |
| 2013/14             | Oberliga            | I I I               | Süd                 | 7. Platz                | X                   |                     | PO-Quali                                   | 927                 |
| 2012/13             | Oberliga            | I I I               | Süd                 | 7. Platz                | X                   |                     | Qualifikations-Play-offs                   | 878                 |
| 2011/12             | Oberliga            | I I I               | Süd                 | 3. Platz                | X                   |                     | Viertelfinale                              | 844                 |
| 2010/11             | Oberliga            | I I I               | Süd                 | 3. Platz                | X                   |                     | Play-off-Qualifikation                     | 865                 |
| 2009/10             | Oberliga            | I I I               |                     | 10. Platz               |                     |                     | 10. Platz                                  | 754                 |
| 2008/09             | Oberliga            | I I I               | Süd                 | 4. Platz                |                     |                     | Halbfinale Süd                             | 1.198               |
| 2007/08             | Oberliga            | I I I               | Süd                 | 3. Platz                | X                   |                     | Halbfinale                                 | 1.390               |
| 2006/07             | Oberliga            | I I I               |                     | 9. Platz                | X                   |                     | 2. Platz Pokalqualifikation                | 846                 |
| 2005/06             | Oberliga            | I I I               |                     | 12. Platz               |                     | X                   | 3. Platz                                   | 727                 |
| 2004/05             | Oberliga            | I I I               | Süd/West            | 9. Platz                |                     | X                   | 4. Platz Süd/West                          | 876                 |
| 2003/04             | Oberliga            | I I I               | Süd/West            | 7. Platz                |                     | X                   | 1. Platz                                   | 976                 |
| 2002/03             | Oberliga            | I I I               |                     | 2. Platz                | X                   |                     | Viertelfinale                              | 1.023               |
| 2001/02             | Oberliga            | I I I               |                     | 10. Platz               |                     | X                   | 1. Platz Gr. 2                             | 1.018               |
| 2000/01             | Oberliga            | I I I               |                     | 12. Platz               |                     | X                   | Für OL 2001/02 qualifiziert                | 1.161               |
| 1999/00             | Regionalliga        | I V                 | Süd                 | 6. Platz                | X                   |                     | Quali zur OL 5. Platz / Aufstieg           | 1.124               |
| 1998/99             | 2. Eishockey-Liga   | I V                 |                     | 7. Platz                |                     | X                   | 6. Platz                                   |                     |
| 1997/98             | 2. Eishockey-Liga   | I I I               | Süd                 | 8. Platz                |                     |                     | 8. Platz                                   |                     |
| 1996/97             | 2. Eishockey-Liga   | I I I               | Süd                 | 5. Platz                |                     |                     | 5. Platz Süd                               |                     |
| 1995/96             | 1. Eishockey-Liga   | I I                 | Süd                 | 15. Platz               |                     | X                   | 7. Platz Gr. A / Abstieg                   | 752                 |
| 1994/95             | 1. Eishockey-Liga   | I I                 | Süd                 | 12. Platz               |                     | X                   | 3. Platz Gr. A                             |                     |
| 1993/94             | Oberliga            | I I I               | Süd                 | 8. Platz                | X                   |                     | 7. Platz / Aufstieg                        |                     |
| 1992/93             | Oberliga            | I I I               | Süd                 | 5. Platz                | X                   |                     | 5. Platz                                   | 1.300               |
| 1991/92             | 2. Bundesliga       | I I                 | Süd                 | 9. Platz                |                     | X                   | 3. Platz / Rückzug                         |                     |
| 1990/91             | 2. Bundesliga       | I I                 | Süd                 | 7. Platz                |                     | X                   | 2. Platz Gr. B                             |                     |
| 1989/90             | 2. Bundesliga       | I I                 | Süd                 | 7. Platz                |                     | X                   | 3. Platz Gr. B                             |                     |
| 1988/89             | 2. Bundesliga       | I I                 | Süd                 | 6. Platz                |                     | X                   | 1. Platz Gr. B                             |                     |
| 1987/88             | 2. Bundesliga       | I I                 | Süd                 | 3. Platz                |                     |                     | 3. Platz Süd                               | 1.350               |
| 1986/87             | 2. Bundesliga       | I I                 | Süd                 | 4. Platz                |                     |                     | 4. Platz Süd                               | 1.450               |
| 1985/86             | 2. Bundesliga       | I I                 | Süd                 | 6. Platz                |                     | X                   | 2. Platz Süd/B                             | 1.200               |
| 1984/85             | 2. Bundesliga       | I I                 | Süd                 | 3. Platz                |                     |                     | 3. Platz Süd                               | 1.400               |
| 1983/84             | 2. Bundesliga       | I I                 | Süd                 | 6. Platz                | X                   |                     | 5. Platz Gr. A                             | 2.550               |
| 1982/83             | Bundesliga          | I                   |                     | 10. Platz               |                     | X                   | 3. Platz / Abstieg                         | 3.250               |
| 1981/82             | Bundesliga          | I                   | Süd                 | 10. Platz               |                     | X                   | 1. Platz                                   | 3.200               |
| 1980/81             | Bundesliga          | I                   |                     | 8. Platz                | X                   |                     | Viertelfinale                              |                     |
| 1979/80             | Bundesliga          | I                   |                     | 7. Platz                | X                   |                     | 8. Platz                                   | 3.400               |
| 1978/79             | Bundesliga          | I                   |                     | 9. Platz                |                     | X                   | 4. Platz                                   |                     |
| 1977/78             | Bundesliga          | I                   |                     | 8. Platz                |                     | X                   | 2. Platz                                   |                     |
| 1976/77             | Bundesliga          | I                   |                     | 8. Platz                |                     | X                   | 2. Platz                                   |                     |
| 1975/76             | Bundesliga          | I                   |                     | 5. Platz                |                     |                     | 5. Platz                                   |                     |
| 1974/75             | Bundesliga          | I                   |                     | 5. Platz                |                     |                     | 5. Platz                                   | 6.000               |
| 1973/74             | Bundesliga          | I                   |                     | 5. Platz                |                     |                     | 5. Platz                                   | 6.200               |
| 1972/73             | Bundesliga          | I                   |                     | 1. Platz                |                     |                     | Deutscher Meister                          |                     |
| 1971/72             | Bundesliga          | I                   |                     | 2. Platz                |                     |                     | Deutscher Vizemeister                      |                     |
| 1970/71             | Bundesliga          | I                   |                     | 1. Platz                |                     |                     | Deutscher Meister                          |                     |
| 1969/70             | Bundesliga          | I                   |                     | 2. Platz                | X                   |                     | 4. Platz                                   |                     |
| 1968/69             | Bundesliga          | I                   | Süd                 | Meister                 | X                   |                     | Deutscher Meister                          |                     |
| 1967/68             | Bundesliga          | I                   | Süd                 | Vizemeister             | X                   |                     | Deutscher Meister                          |                     |
| 1966/67             | Bundesliga          | I                   | Süd                 | Meister                 | X                   |                     | 4. Platz                                   |                     |
| 1965/66             | Bundesliga          | I                   |                     | 1. Platz                | X                   |                     | Deutscher Vizemeister / Finale Europapokal |                     |
| 1964/65             | Bundesliga          | I                   |                     | 1. Platz                | X                   |                     | Deutscher Meister                          |                     |
| 1963/64             | Bundesliga          | I                   |                     | 1. Platz                | X                   |                     | Deutscher Meister / Spengler–Cupsieger     |                     |
| 1962/63             | Bundesliga          | I                   |                     | 1. Platz                | X                   |                     | Deutscher Meister                          |                     |
| 1961/62             | Bundesliga          | I                   |                     | 2. Platz                | X                   |                     | Deutscher Vizemeister                      |                     |
| 1960/61             | Bundesliga          | I                   |                     | 1. Platz                |                     |                     | Deutscher Meister                          |                     |
| 1959/60             | Bundesliga          | I                   |                     | 2. Platz                |                     |                     | Deutscher Vizemeister                      |                     |
| 1958/59             | Bundesliga          | I                   |                     | 1. Platz                |                     |                     | Deutscher Meister                          |                     |
| 1957/58             | Oberliga            | I                   | Süd                 | Vizemeister             | X                   |                     | Deutscher Meister                          |                     |
| 1956/57             | Oberliga            | I                   | Süd                 | Vizemeister             | X                   |                     | Deutscher Meister                          |                     |
| 1955/56             | Oberliga            | I                   |                     | 1. Platz                | X                   |                     | Deutscher Meister                          |                     |
| 1954/55             | Oberliga            | I                   |                     | 1. Platz                |                     |                     | Deutscher Meister                          |                     |
| 1953/54             | Oberliga            | I                   |                     | 1. Platz                |                     |                     | Deutscher Meister                          |                     |
| 1952/53             | Oberliga            | I                   |                     | 1. Platz                |                     |                     | Deutscher Meister                          |                     |
| 1951/52             | Oberliga            | I                   | Süd                 | Vizemeister             | X                   |                     | 4. Platz / Spengler Cupsieger              |                     |
| 1950/51             | Oberliga            | I                   | Süd                 | Vizemeister             | X                   |                     | Deutscher Vizemeister                      |                     |
| 1949/50             | Oberliga            | I                   |                     | 3. Platz                |                     |                     | 3. Platz                                   |                     |
| 1948/49             | Oberliga            | I                   |                     | 1. Platz                |                     |                     | Deutscher Meister                          |                     |
| 1947/48             | BEV-Meisterschaft   | I I                 |                     | Bayerischer Meister     | X                   |                     | DM 3. Platz / Süddt. Vizemeister           |                     |
| 1946/47             | BEV-Meisterschaft   | I I                 |                     | Bayerischer Vizemeister |                     |                     | Inoff. DM 3. Platz / DM-Bizone 3. Platz    |                     |
| 1945/46             | BEV-Meisterschaft   | I I                 |                     | keine Ausspielung       | X                   |                     |                                            |                     |
| 1944/45             | BEV-Meisterschaft   | I I                 |                     | keine Ausspielung       | X                   |                     | keine Ausspielung                          |                     |
| 1943/44             | Gauklasse           | I I                 |                     | Bayr. Vizemeister       | X                   |                     | 4. Platz Deutsche Meisterschaft            |                     |
| 1942/43             | Gauklasse           | I I                 |                     | Bayr. Vizemeister       | X                   |                     | Endrunde Deutsche Meisterschaft            |                     |
| 1941/42             | Gauklasse           | I I                 |                     | Bayr. Vizemeister       | X                   |                     | 2. Platz Gr. B Deutsche Meisterschaft      |                     |
| 1940/41             | Gauklasse           | I I                 |                     | Bayr. Vizemeister       | X                   |                     | 3. Platz Gr. D Deutsche Meisterschaft      |                     |
| 1939/40             | Gauklasse           | I I                 |                     | Bayr. Vizemeister       | X                   |                     | 4. Platz Gr. B Deutsche Meisterschaft      |                     |
| 1938/39             | Gauklasse           | I I                 |                     | Bayr. Vizemeister       | X                   |                     | 4. Platz Gr. A Deutsche Meisterschaft      |                     |
| 1937/38             | Gauklasse           | I I                 |                     | Bayr. Vizemeister       | X                   |                     | DM 4. Platz / DM-Gr. A 2. Platz            |                     |
| 1936/37             | Gauklasse           | I I                 |                     | Bayr. Vizemeister       | X                   |                     | 3. Platz Gr. C Deutsche Meisterschaft      |                     |
| 1935/36             | A-Klasse Bayern     | I I                 |                     | Bayr. Vizemeister       | X                   |                     | 3. Platz Deutsche Meisterschaft            |                     |
| 1934/35             | A-Klasse Bayern     | I I                 |                     | Bayr. Vizemeister       | X                   |                     | Deutscher Vizemeister                      |                     |
| 1933/34             | A-Klasse Bayern     | I I                 |                     | Bayerischer Meister     | X                   |                     | 3. Platz Deutsche Meisterschaft            |                     |
| 1932/33             | A-Klasse Bayern     | I I                 |                     | Bayr. Vizemeister       | X                   |                     | 3. Platz Deutsche Meisterschaft            |                     |
| 1931/32             | BEV-Meisterschaft   | I I                 |                     |                         |                     |                     | Inoff. Bayerischer Vizemeister             |                     |
| 1930/31             | BEV-Meisterschaft   | I I                 |                     |                         | X                   |                     | Endrunde Bayerische Meisterschaft          |                     |
| 1929/30             | BEV-Meisterschaft   | I I                 |                     | Bayr. Vizemeister       | X                   |                     | 3. Platz Deutsche Meisterschaft            |                     |
| 1928/29             | BEV-Meisterschaft   | I I                 |                     | Bayerischer Meister     | X                   |                     | 3. Platz Deutsche Meisterschaft            |                     |
| 1927/28             | BEV-Meisterschaft   | I I                 |                     | Bayr. Vizemeister       | X                   |                     | 3. Platz Deutsche Meisterschaft            |                     |
| 1926/27             | BEV-Meisterschaft   | I I                 |                     | 3. Platz                | X                   |                     | 3. Platz Deutsche Meisterschaft            |                     |

Quelle: passionhockey.com Quelle: eishockey-online.com

### Erfolge
| - 16-facher Deutscher Meister 1949, 1953, 1954, 1955, 1956, 1957 1958, 1959, 1961, 1963, 1964, 1965, 1968, 1969, 1971, 1973 - Finale Europapokal 1966 - Sechsfacher Deutscher Vizemeister - Bundesliga Rekordmeister (9) - Oberliga (1. Liga) Rekordmeister (7) - 9 × Deutsche Meisterschaft 3. Platz - Süddeutscher Meister 1951, 1967, 1969 - Süddeutscher Vizemeister 1948, 1952, 1957, 1958, 1968 - Spengler-Cup-Sieger 1952, 1964 - 4 × Spengler-Cup 2. Platz - 2. Bundesliga 3. Platz 1985, 1988 | - Dreifacher Bayerischer Meister (2. Liga) - 14-facher Bayerischer Vizemeister (2. Liga) - Leinweber-Pokalsieger 1940 - Oberliga Meisterrunde 2. Platz 2003 - Oberliga Süd 3. Platz 2008, 2011, 2012 - Oberliga S/W 3. Platz 2003 - Aufstieg in die Oberliga 2000, 2019 - Bayerischer Meister (4. Liga) 2019 - Aufstieg in die Regionalliga (BYL) 2017 - Bayerischer Landesliga-Meister 2017 - Bayerischer Landesliga-Vizemeister (1b) 1987 - Bayerischer Bezirksliga-Meister 2016 |  |

### Erfolge Nachwuchs
- Reichsschülermeister 1939
- Reichsjugendmeister 1943

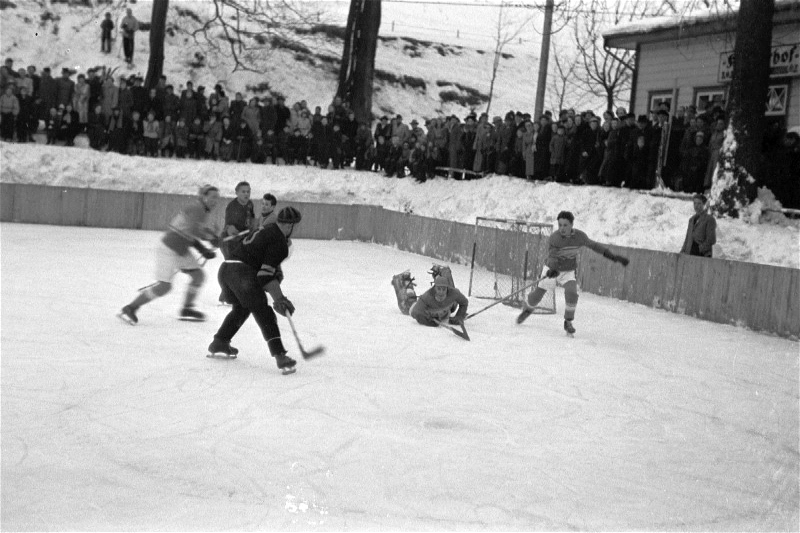
Endspiel um die Deutsche Jugendmeisterschaft im Eishockey zwischen dem EV Füssen und dem SC Riessersee (9:4) am 17. Februar 1952 in Clausthal-Zellerfeld.

- Deutscher Junioren-Meister 1965, 1967, 1973, 1975, 2010
- Deutscher Junioren-Vizemeister 1977, 1980, 2009[21]
- Deutscher Meister DNL2: 2017
- Deutscher Jugendmeister 1951, 1952, 1954, 1958, 1961, 1962, 1966, 1973, 1978, 1979, 2001, 2002, 2009, 2010
- Deutscher Schülermeister 1973, 1974, 1975, 1977, 1978
- Deutscher Pokalsieger Knaben 1975

### Erfolg Frauen
- Deutscher Frauen-Vizemeister 1986

### SC Ziegelwies (1947 bis 1968)
| Saison  | Liga             | Klasse | Hauptrunde          | Endrunde (↑ ↓ Auf-/Abstieg) |
| ------- | ---------------- | ------ | ------------------- | --------------------------- |
| 1956/57 | Landesliga       | I I    | Meister Süd (Gr. C) | –                           |
| 1957/58 | Landesliga       | I I    | Bayerischer-Meister | Süddt.-Meister ↑            |
| 1958/59 | Oberliga         | I I    | 5. Platz            | –                           |
| 1959/60 | Oberliga         | I I    | 4. Platz            | –                           |
| 1960/61 | Oberliga         | I I    | 4. Platz            | –                           |
| 1961/62 | Oberliga         | I I    | 7. Platz            | –                           |
| 1962/63 | Oberliga         | I I    | 12. Platz           | Relegation ↓                |
| 1963/64 | Gruppenliga Süd  | I I I  | 7. Platz            | –                           |
| 1964/65 | Gruppenliga Süd  | I I I  | 8. Platz            | –                           |
| 1965/66 | Regionalliga Süd | I I I  | Vizemeister         | 4. Platz Süd/Mitte          |
| 1966/67 | Regionalliga Süd | I I I  | Vizemeister         | 3. Platz OL-Quali ↑         |
| 1967/68 | Oberliga Süd     | I I    | 6. Platz            | 6. Relegation ↓             |
| 1968/69 | Regionalliga Süd | I I I  | 4. Platz            | Als EV Füssen 1b            |
| 1969/70 | Regionalliga Süd | I I I  | 5. Platz            | Als EV Füssen 1b ↓          |

Neben den EV Füssen stieg nach der Saison 1957/58 mit dem 1947 gegründeten SC Ziegelwies ein weiterer Verein aus dem heutigen Füssener Stadtgebiet aus der Landesliga in die höherklassigen Eishockeyligen auf. Er nahm dort zwischen 1958/59 und 1967/68 teil und wurde, angesichts der vielen vom EVF stammenden Spieler, auch als Farmteam des EVF bezeichnet. Namhafte Spieler des SCZ, die später beim EV Füssen spielten, waren Waitl, Driendl, Gröger, Simon und Golomb. Im Sommer 1968 schloss sich der SCZ dem EVF an und setzte den Spielbetrieb als EVF 1b in der Saison 1968/69 fort. Nach der Saison 1969/70 wurde die Mannschaft aus dem höherklassigen Spielbetrieb zurückzogen und Mitte der 1980er Jahre ganz aufgelöst.
Erst spielte die Mannschaft des SCZ im nicht mehr existierenden Natureisplatz am Lech westlich der Tiroler Straße im Ortsteil Ziegelwies, bevor die Mannschaft ihre Spiele auch im Eisstadion am Kobelhang absolvieren durfte.

## Meistermannschaften
In folgenden Aufstellungen erreichte der EV Füssen 16 Mal die Deutsche Eishockeymeisterschaft. Darüber hinaus wurde das Team von 1964 auch Spenglercupsieger.
| 1949 |
| --- |
| Wilhelm Bechler, Walter Leinweber, Oswald Huber, Engelbert Holderied, Georg Guggemos, Klemens Kienberger, Paul Kößler, Xaver Unsinn, Bruno Köpf, Markus Egen, Fritz Poitsch; Trainer: Bruno Leinweber |
| 1953 |
| Wilhelm Bechler, Karl Fischer, Ludwig Kuhn, Xaver Unsinn, Martin Beck, Fritz Kleber, Kurt Sepp, Ernst Eggerbauer, Paul Ambros, Oswald Huber, Georg Guggemos, Markus Egen; Trainer: Frank Trottier |
| 1954 |
| Wilhelm Bechler, Karl Fischer, Ludwig Kuhn, Martin Beck, Oswald Huber, Markus Egen, Fritz Kleber, Georg Guggemos, Xaver Unsinn, Kurt Sepp, Ernst Eggerbauer, Paul Ambros; Trainer: Frank Trottier |
| 1955 |
| Wilhelm Bechler, Karl Fischer, Ludwig Kuhn, Ernst Eggerbauer, Martin Beck, Xaver Unsinn, Markus Egen, Oswald Huber, Georg Guggemos, Kurt Sepp, Fritz Kleber, Max Pfefferle, Paul Ambros; Trainer: Frank Trottier |
| 1956 |
| Wilhelm Bechler, Karl Fischer, Ernst Eggerbauer, Paul Ambros, Martin Beck, Rudolf Hofmann, Kurt Sepp, Markus Egen, Fritz Kleber, Ernst Trautwein, Georg Guggemos, Xaver Unsinn, Max Pfefferle, Oskar Mayrhans, Walter Krötz; Trainer: Frank Trottier |
| 1957 |
| Wilhelm Bechler, Karl Fischer, Martin Beck, Ernst Eggerbauer, Paul Ambros, Ernst Trautwein, Markus Egen, Max Pfefferle, Fritz Kleber, Xaver Unsinn, Georg Guggemos, Walter Krötz, Siegfried Schubert, Oskar Mayrhans; Trainer: Bruno Leinweber |
| 1958 |
| Karl Fischer, Wilhelm Bechler, Paul Ambros, Walter Krötz, Oskar Mayrhans, Ernst Trautwein, Martin Beck, Xaver Unsinn, Leonhard Waitl, Ernst Eggerbauer, Siegfried Schubert, Fritz Kleber, Max Pfefferle, Markus Egen, Georg Guggemos; Trainer: Markus Egen (Spielertrainer) |
| 1959 |
| Karl Fischer, Wilhelm Bechler, Paul Ambros, Martin Beck, Ernst Eggerbauer, Erich Franke, Max Pfefferle, Markus Egen, Siegfried Schubert, Fritz Kleber, Georg Guggemos, Xaver Unsinn, Ernst Trautwein, Walter Krötz, Oskar Mayrhans, Leonhard Waitl, Helmut Zanghellini, Ernst Köpf; Trainer: Markus Egen (Spielertrainer)                                                                                               |
| 1961 |
| Wilhelm Bechler, Harry Lindner, Ernst Eggerbauer, Paul Ambros, Martin Beck, Peter Schwimmbeck, Günther Steeger, Siegfried Schubert, Leonhard Waitl, Ernst Köpf, Ernst Trautwein, Helmut Zanghellini, Georg Scholz, Manfred Gmeiner, Erich Franke, Walter Krötz; Trainer: Markus Egen |
| 1963 |
| Harry Lindner, Günfher Knauss, Paul Ambros, Peter Schwimmbeck, Leonhard Waitl, Hansjörg Nagel, Rudolt Simon, Siegfried Schubert, Ernst Köpf, Manfred Gmeiner, Georg Scholz, Helmut Zanghellini, Ernst Trautwein, Rudolf Gröger, Walter Krötz, Gustav Hanig; Trainer: Markus Egen |
| 1964 |
| Harry Lindner, Günther Knauss, Paul Ambros, Leonhard Waitl, Hansjörg Nagel, Rudolt Simon, Rudolf Thanner, Peter Schwimmbeck Ernst Trautwein, Georg Scholz, Ernst Köpf, Siegfried Schubert, Rudolf Gröger, Helmut Zanghellini, Gustav Hanig, Manfred Gmeiner, Walter Krötz, Gerd Junghans; Trainer: Markus Egen |
| 1965 |
| Harry Lindner, Günther Knauss, Paul Ambros, Leonhard Waitl, Peter Schwimmbeck, Hansjörg Nagel, Rudolf Simon, Rudolf Thanner, Ernst Trautwein, Siegfried Schubert, Georg Scholz, Manfred Gmeiner, Helmut Zanghellini, Gustav Hanig, Ernst Köpf, Walter Krötz, Rudolf Gröger, Heinz Weisenbach, Heinz Sohmen, Gottfried Groß, Bernd Kuhn; Trainer: Markus Egen                                                            |
| 1968 |
| Günther Knauss, Toni Kehle, Joset Völk, Rudolf Thanner, Hansjörg Nagel, Peter Schwimmbeck, Gustav Hanig, Bernd Kuhn, Heinz Weisenbach, Georg Scholz, Helmut Zanghellini, Herbert Stowasser, Rudolf Gröger, Horst Meindl, Klaus Ego, Rudolf Simon, Hartmut Seelus, Reinhold Driendl, Fritz Poitsch junior, Frank Neupert, Karlheinz Schweiger; Trainer: Vladimír Bouzek                                                  |
| 1969 |
| Toni Kehle, Günther Knauss, Rudolf Thanner, Josef Völk, Hansjörg Nagel, Peter Schwimmbeck, Gustav Hanig, Heinz Weisenbach, Georg Scholz, Helmut Zanghellini, Klaus Ego, Herbert Stowasser, Horst Meindl, Karlheinz Egger, Rudolf Simon, Bernd Kuhn, Frank Neupert, Werner Modes, Reinhold Driendl, Wolfgang Köpf; Trainer: Vladimír Bouzek                                                                              |
| 1971 |
| Toni Kehle, Günther Knauss, Werner Sänger, Hans-Peter Neumann, Rudolf Schneider, Werner Modes, Bernd Kuhn, Gustav Hanig, Norbert Scholz, Georg Hamberger, Heinz Geiger, Günther Hadraschek, Herbert Stowasser, Heinz Weisenbach, Rudolf Thanner, Josef Völk, Hermann Völk, Klaus Ego, Theo Schneider, Karlheinz Egger, Horst Meindl, Peter Schwimmbeck, Karlheinz Golomb, Wolfgang Flassig; Trainer: Siegfried Schubert |
| 1973 |
| Toni Kehle, Werner Sänger, Josef Völk, Markus Egen, Karlheinz Ruban, Rudolf Thanner, Werner Modes, Peter Schwimmbeck, Leonhard Waitl, Karlheinz Egger, Gustav Hanig, Bernd Kuhn, Herbert Stowasser, Horst Meindl, Heinz Weisenbach, Hans-Peter Neumann, Klaus Ego, Norbert Scholz, Michael Wanner, Bruno Frenzel, Wolfgang Büttner, Helmut Forster, Theo Schneider; Trainer: Markus Egen                                |

## Trainer
| 1922 bis 1948 - 1932–1939 Bruno Leinweber - 1948–1952 Bruno Leinweber 1949 bis 1983 - 1952–1956 Frank Trottier - 1956–1957 Bruno Leinweber - 1957–1967 Markus Egen - 1967–1970 Vladimír Bouzek - 1970–1972 Siegfried Schubert - 1972–1974 Markus Egen - 1974–1975 Jozef Čapla - 1975–1976 Siegfried Schubert - 1976–1978 Vladimír Bouzek - 1978–1979 Georg Scholz - 1979–1980 Dave Smith, Markus Egen - 1980–1981 Ernst Trautwein, Siegfried Schubert, Markus Egen - 1981–1982 Tibor Vozar, Siegfried Schubert - 1982–1983 Gerhard Kießling - 1983–1984 Georg Scholz, Carlo Jung | seit 1984 - 1984–1985 Juhani Wahlsten - 1985–1986 Gerd Wittmann - 1986–1987 Heinz Weisenbach, Tibor Vozar - 1987–1988 Jiří Kochta - 1988–1989 Ulf Sterner - 1989–1990 Christoph Augsten - 1990–1991 Miroslav Berek - 1991–1992 Alois Hadamczik - 1992–1994 Martin Hinterstocker - 1994–1995 Rodion Pauels - 1995–1996 Jorma Siitarninen - 1996–1997 Nikolai Warianow - 1997–1998 Franz-Josef Baader, Werner Schneider - 1998–2001 Georg Holzmann - 2001–2002 Nikolai Warianow - 2002–2007 Franz-Josef Baader - 200700000 Alexej Sulak - 2007–2009 Dave Rich - 2009–2012 Georg Holzmann - 2012–2013 Dave Rich - 2013–2014 Marcus Bleicher - 201400000 Wolfgang Koziol - 2014–2015 Markus Gmeiner | seit 2015 - 2015–2017 Thomas Zellhuber - 2017–2021 Andreas Becherer - 2021–2022 Marko Raita - 2022–2023 Janne Kujala - 2023–2024 Juhani Matikainen - seit 2024 Georg Holzmann |

## Bekannte Spieler
| Bis 1983 | Bis 1983 | Ab 1984 | Ab 1984 |
| --- | --- | --- | --- |
| - Paul Ambros - Markus Egen - Siegfried Schubert - Rudolf Thanner - Georg Holzmann - Anton Kehle - Xaver Unsinn - Leonhard Waitl - Fritz Poitsch - Ernst Trautwein - Wilhelm Bechler - Ernst Eggerbauer - Georg Guggemos - Peter Schwimmbeck - Martin Beck | - Walter Leinweber - Gustav Hanig - Helmut Zanghellini - Heinz Weisenbach - Günther „Moses“ Knauss - Georg Scholz - Ernst Köpf - Hansjörg Nagel - Josef Völk - Uli Hiemer - Hans-Peter Egen - Uli Egen - Bernd Kuhn - Matthias Hoppe - Udo Kießling | - Thomas Greiss - Jennifer Harß - Jörg Mayr - Felix Petermann - Alexander Jung - Michael Wolf - Saša Martinović - Oliver Jonas - Siniša Martinović - Markus Kehle - Thomas Zellhuber - Christian Völk - Willi Hofer - Gerhard Dittrich - Markus Gmeiner | - Richard Schnetz - Thomas Fröhlich - Thomas Gröger - Alexander Holz (aka Alexander Golz) - Dwayne Robinson - Nikolai Narimanov - Eric Nadeau - Andreas Driendl - Garrett Festerling |

## Spieler in der Hall of Fame Deutschland
In die „Hall of Fame“ des deutschen Eishockeymuseums werden Persönlichkeiten aufgenommen, die sich um den Eishockeysport in Deutschland verdient gemacht haben. Von den aufgenommenen Akteuren wirkten beim EV Füssen:
| - Paul Ambros - Martin Beck - Markus Egen - Georg Guggemos - Gustav Hanig - Uli Hiemer - Georg Holzmann - Matthias Hoppe - Toni Kehle | - Gerhard Kießling - Udo Kießling - Ernst Köpf - Ludwig Kuhn - Alois Kuhn - Bruno Leinweber - Walter Leinweber - Fritz Poitsch - Siegfried Schubert | - Kurt Sepp - Rudolf Thanner - Ernst Trautwein - Frank Trottier (Trainer) - Xaver Unsinn - Josef Völk - Leonhard Waitl |

## Abteilung Curling
Die Herrenmannschaft des EV Füssen gewann 1986 und 1989–1991 die deutsche Meisterschaft im Curling.
Heute wird die Sportart vom 1990 gegründeten Curling Club Füssen betrieben.

## Frauenmannschaft
1985 nahm erstmals eine Fraueneishockeymannschaft des EVF am Spielbetrieb teil. 1988/89 war die Mannschaft Teilnehmer in der ersten Saison der Bundesliga. Nach der Saison 1995/96, in der noch einmal an der Fraueneishockey-Bundesliga teilgenommen wurde, wurde die Mannschaft nicht mehr zum Spielbetrieb gemeldet.